# Wilson Pickett
Wilson Pickett (Prattville, Alabama, Estats Units, 18 de març de 1941 – 19 de gener de 2006) va ser un cantant afroamericà de rhythm and blues i soul, una de la figures més destacades del soul sureny.